# Muralles d'Alcarràs
Les Muralles d'Alcarràs són un monument del municipi d'Alcarràs (Segrià) inclòs en l'Inventari del Patrimoni Arquitectònic de Catalunya.

## Descripció
Es conserven les restes de l'antiga muralla romana, parcialment destruïda, reaprofitada en construir l'església parroquial de l'Assumpció. El panys conservats abasten tres metres d'alçada i són conformats per filades regulars de pedra picada. A la banda E, coneguda com la Muralleta, hi ha les restes d'un parament més antic que el de l'església. Sembla que s'hi identifiquen dues fases, una de probablement medieval i una altra de moderna, que correspondrien a les estructures d'unió de la fortalesa d'Alcarràs amb la muralla que tancava la població.

## Història
Les restes conservades de les muralles podrien correspondre a la construcció medieval de l'antic castell d'Alcarràs, d'origen islàmic o aixecat immediatament després de la conquesta. Després es feu una construcció més gran, relacionada amb la vila closa que tancava la població, corresponent al segle xiii. El conjunt del castell fou reconstruït al final de l'edat mitjana, però al segle xvii es trobava en ruïnes. D'aquesta manera, serví de base a la nova església al segle xviii.